# Кавацюк Іван Михайлович
Іван Михайлович Кавацюк (нар. 21 січня 1961, Мишин Коломийський район, Івано-Франківська область) — музикант, Народний артист України.

## Життєпис
Іван Кавацюк народився 21 січня 1961 року в с. Мишин на Івано-Франківщині.
Закінчивши в 1987 році Коломийську музичну школу, навчається в Дрогобицькому музичному училищі, грає у оркестрі народних інструментів «Аркан», вчителює у Дитячій музичній школі м. Делятина (Івано-Франківська обл.).
У 1986 році вступив до Рівненського державного інституту культури (нині: Рівненський державний гуманітарний університет), бере участь у престижних міжнародних конкурсах і фестивалях, стає їх лауреатом: 1986 рік — м. Бая-Маре (Румунія), 1987 р. — м. Будапешт (Угорщина), 1988 р. — м. Балатон (Угорщина), 1989 р. — острів Лефкада (Греція).
На першому Всеукраїнському фестивалі «Червона рута» (1989) познайомився з буковинською співачкою О. Савчук і разом з нею створює в 1990 році при Чернівецькій обласній філармонії дует «Писанка», який концертував по містах України і за кордоном, популяризуючи народну буковинську пісню. 
В його репертуарі біля тисячі пісень інструментальної народної музики, дум, балад. 
У великі християнські свята музикант приходить до своїх шанувальників з новими концертно-телевізійними програмами «Писаночко-голубочко» (1996) та «Різдво у "Писанки"» (1998, 1999,2003).
У 1996 році Кавацюку І. М. присуджено Міжнародну премію «Дружба», з 1997 року він — заслужений артист України (1997).
У 2000 році стає лауреатом обласної літературно-мистецької премії ім. С.Воробкевича.
У 2008 році нагороджений орденом «За заслуги» третього ступеня.